# Know Your Enemy (Manic Street Preachers)
Know Your Enemy is het zesde studioalbum van de Welshe alternatieve rockband Manic Street Preachers uit 2001.

## Overzicht
De titel is gebaseerd op een passage uit het boek De kunst van het oorlogvoeren van Sun Tzu.
De muziekstijl bestaat uit energieke rock, melodische pop en een disconummer ("Miss Europa Disco Dancer"). Ook wordt er met de rolverdeling van de band geëxperimenteerd: bassist Nicky Wire neemt voor de eerste keer de leadzang over in "Wattsville Blues" en zanger/gitarist James Dean Bradfield schrijft zijn eerste songtekst met "Ocean Spray".

## Ontvangst
Het album werd matig ontvangen bij de pers.

## Tracks
| Nr. | Titel                                                                                     | Duur  |
| --- | ----------------------------------------------------------------------------------------- | ----- |
| 1.  | Found That Soul                                                                           | 3:05  |
| 2.  | Ocean Spray                                                                               | 4:11  |
| 3.  | Intravenous Agnostic                                                                      | 4:02  |
| 4.  | So Why So Sad                                                                             | 4:02  |
| 5.  | Let Robeson Sing                                                                          | 3:46  |
| 6.  | The Year of Purification                                                                  | 3:39  |
| 7.  | Wattsville Blues                                                                          | 4:29  |
| 8.  | Miss Europa Disco Dancer                                                                  | 3:52  |
| 9.  | Dead Martyrs                                                                              | 3:23  |
| 10. | His Last Painting                                                                         | 3:16  |
| 11. | My Guernica                                                                               | 4:56  |
| 12. | The Voncalescent                                                                          | 5:54  |
| 13. | Royal Correspondent                                                                       | 3:31  |
| 14. | Epicentre                                                                                 | 6:26  |
| 15. | Baby Eliàn                                                                                | 3:37  |
| 16. | Freedom of Speech Won't Feed My Children (inclusief hidden track We Are All Borgeois Now) | 13:12 |